# Equilibrio di Hardy-Weinberg
L'equilibrio di Hardy-Weinberg, o legge di Hardy-Weinberg, è un modello della genetica delle popolazioni che spiega perché all'interno di una popolazione (panmictica ideale) vi è equilibrio delle frequenze alleliche e genotipiche da una generazione all'altra, ovvero queste non cambiano con il passare del tempo a meno che non intervengano fattori specifici atti a disturbare l'equilibrio stesso.

Equilibrio di Hardy–Weinberg per due alleli: in ascissa le frequenze alleliche p e q e in ordinata le frequenze genotipiche. Ciascuna curva rappresenta uno dei tre possibili genotipi

## Descrizione
La legge di Hardy-Weinberg risponde alla domanda: "Come mai, se una mutazione è dominante, non siamo tutti soggetti a suddetta mutazione?". Punnet pose questa domanda a Hardy, uno dei più noti matematici inglesi, che dopo poco tempo trovò la soluzione. Semplificò il problema indicando che non ci fossero influenze esterne e concluse che la libertà che si manifestava nella mutazione aveva essenzialmente due conseguenze:
- Le frequenze degli alleli in una popolazione presa ad esame rimanevano costanti.
- Le relative frequenze dei diversi genotipi sarebbero rimaste le stesse dopo la prima generazione.

Hardy e il medico tedesco Weinberg formularono indipendentemente questa formula matematica
{\displaystyle p^{2}+2pq+q^{2}=1}
O equivalentemente:
{\displaystyle (p+q)^{2}=1}
Questo è valido nel caso semplice del locus singolo con due alleli "A" e "a", con due frequenze del tipo f(A)=p e f(a)=q.
I genomi che ci aspettiamo sono dunque:
- f(AA)=p^2, probabilità che un uovo contenente l'allele "A" si incontri con uno spermatozoo contenente "A".
- f(Aa)=2pq, somma della probabilità che un uovo con l'allele "A" si incontri con un gamete maschile contenente "a" e  della probabilità che un gamete femminile con "a" incontri uno spermatozoo avente "A".
- f(aa)=q^2, probabilità che un gamete maschile e uno femminile, entrambi con l'allele "a", si incontrino.

La legge di H-W descrive la situazione più semplice di equilibrio genetico di una popolazione: nonostante le condizioni dell'equilibrio di Hardy-Weinberg sembrino difficili da ottenere, esse valgono per molti caratteri in parecchie situazioni.
Le condizioni per cui un locus in una popolazione segue la legge di H-W sono le seguenti.
- HW1 Popolazione praticamente infinita. Ciò è richiesto affinché si possa applicare la legge dei grandi numeri, e quindi le frequenze siano praticamente coincidenti con le probabilità. Sorprendentemente, basta una popolazione di poche centinaia di individui, pur essendo possibili (ma improbabili) fluttuazioni.
- HW2 Assenza di immigrazione ed emigrazione. In questo modo il pool genetico è influenzato solo dalle sue dinamiche interne.
- HW3 Panmissia (incrocio casuale). Significa che la probabilità che due individui si incrocino non è influenzata dal fenotipo del carattere in questione. In questo modo è come se i geni di tutti gli individui fossero mescolati nel pool genetico ed estratti a sorte per creare i genotipi dei nuovi individui. La panmissia manca, ad esempio, nel caso di forti preferenze matrimoniali all'interno di caste chiuse, specie se con diversa origine etnica.
- HW4 Non selezione. Il successo riproduttivo medio degli individui (detto anche fitness) non deve essere influenzato dal genotipo per il carattere in questione. I due (o più) alleli devono quindi avere la stessa probabilità, una volta presenti, di essere trasmessi alle successive generazioni.
- HW5 Non mutazione. Ovviamente le mutazioni alterano la composizione del pool genetico delle nuove generazioni. Sono comunque eventi rari.

La legge di Hardy-Weinberg stabilisce che nelle condizioni suindicate le frequenze geniche rimangono costanti e le frequenze genotipiche si stabilizzano in una generazione in modo che la frequenza degli omozigoti sia il quadrato di quella dell'allele, mentre quelle degli eterozigoti saranno il doppio prodotto delle frequenze degli alleli posseduti.

## Esempio
Immaginiamo una popolazione in cui sono presenti l'allele A con frequenza p e l'allele a con frequenza q = (1-p).

Avremo f(AA) = p2, f(aa) = q2, f(Aa) = 2pq. Il nuovo valore di p sarà

## Dimostrazione
Vediamo la dimostrazione con due alleli: il caso generale si ricava facilmente.

Vigendo le condizioni su esposte, p e q saranno anche le probabilità che un gamete contenga uno o l'altro allele. Perché nasca un individuo con genotipo AA servirà la "coincidenza" di un gamete maschile A e uno femminile pure A. Poiché i due fatti sono indipendenti, la probabilità congiunta è il prodotto delle due probabilità, per cui:
e lo stesso varrà per tutti gli omozigoti.

Gli eterozigoti si possono ottenere in due modi: A dal padre e a dalla madre o viceversa. Ognuno dei due casi ha probabilità pq per cui: